# Theodor Kroyer
Theodor Kroyer (ur. 9 września 1873 w Monachium, zm. 12 stycznia 1945 w Wiesbaden) – niemiecki muzykolog.

## Życiorys
Studiował muzykologię u Adolfa Sandbergera na Uniwersytecie Monachijskim oraz teorię u Josefa Rheinbergera w monachijskiej Akademie der Tonkunst. W 1897 roku uzyskał na uniwersytecie tytuł doktora na podstawie pracy Die Anfänge der Chromatik im italienischen Madrigal des XVI. Jahrhunderts (wyd. Lipsk 1902). W 1902 roku obronił habilitację na podstawie dysertacji Ludwig Senfl und sein Motettenstil (wyd. Monachium 1902). W latach 1897–1910 pisał krytyki muzyczne do Münchener Allgemeine Zeitung. Wykładał na uniwersytetach w Monachium (1902–1920), Heidelbergu (1920–1923), Lipsku (1923–1933) i Kolonii (1932–1938). W 1925 roku doprowadził do zakupu na rzecz Uniwersytetu w Lipsku kolekcji manuskryptów, historycznych instrumentów i portretów ze zbiorów Musikhistorisches Museum von Wilhelm Heyer w Kolonii. Zainicjował wydawanie „Publikationen älterer Musik”. Opublikował monografie poświęcone Josefowi Rheinbergerowi (Ratyzbona-Rzym 1916) i Walterowi Courvoisierowi (Monachium-Berlin 1929).
W swojej pracy naukowej zajmował się twórczością kompozytorów XVI wieku, analizował problematykę teoretyczną i szczegóły techniki kompozytorskiej. Zwracał uwagę na znaczenie chiavetty (transpozycji kluczy) dla prawidłowego odczytania zapisu muzycznego, czemu poświęcił pracę Der volkommene Partiturspieler (wyd. Lipsk 1930). Przygotował wydania źródłowe utworów Ludwiga Senfla i Gregora Aichingera.